# Куп Грчке у фудбалу
Куп Грчке у фудбалу (грч. Κύπελλο Ελλάδος Ποδοσφαίρου) је грчко фудбалско такмичење, организовано од стране Фудбалског савеза Грчке.
Такмичење се одржава од сезоне 1931/1932.

## Систем такмичења
Прелиминарна рунда: Учествују 4 најгора тима из друге лиге. Победници те рунде иду у групну фазу. Игра се у две утакмице. Важи правило гола у гостима и уколико је нерешен резултат после 2 утакмице (а оба тима су постигла исти број голова у гостима) онда се играју продужеци, па ако опет буде нерешено пенали. Жреб је отворен (нема носиоца и неносиоца).
Групна фаза: Прикључују се остали тимови из друге лиге и тимови из Суперлиге. У 1. и 2. шеширу су тимови из Суперлиге, а у 3. и 4. тимови из друге лиге. Тимови су подељени у 8 група од по 4 тима. Свако игра са сваким једном и прва два тима из сваке групе пролазе у осмину финала.
Осмина финала, четвртфинале и полуфинале: Игра се у 2 утакмице. Важи правило гола у гостима и уколико је нерешен резултат после 2 утакмице (а оба тима су постигла исти број голова у гостима) онда се играју продужеци, па ако опет буде нерешено пенали. У осмини финала носиоци су победници група, а неносиоци другопласирани у групама, док је у четвртфиналу и полуфиналу жреб отворен.
Финале : У финалу се игра један меч, и овде исто важи правило продужетака и пенала.

## Освајачи купа
| Клуб         | Број титула | Сезоне |
| ------------ | ----------- | --- |
| Олимпијакос  | 29          | 1947, 1951, 1952, 1953, 1954, 1957, 1958, 1959, 1960, 1961, 1963, 1965, 1968, 1971, 1973, 1975, 1981, 1990, 1992, 1999, 2005, 2006, 2008, 2009, 2012, 2013, 2015, 2020, 2025. |
| Панатинаикос | 20          | 1940, 1948, 1955, 1967, 1969, 1977, 1982, 1984, 1986, 1988, 1989, 1991, 1993, 1994, 1995, 2004, 2010, 2014, 2022, 2024.                                                       |
| АЕК Атина    | 16          | 1932, 1939, 1949, 1950, 1956, 1964, 1966, 1978, 1983, 1996, 1997, 2000, 2002, 2011, 2016, 2023.                                                                               |
| ПАОК         | 8           | 1972, 1974, 2001, 2003, 2017, 2018, 2019, 2021. |
| Паниониос    | 2           | 1979, 1998. |
| Лариса       | 2           | 1985, 2007. |
| Арис Солун   | 1           | 1970. |
| Ираклис      | 1           | 1976. |
| ОФИ          | 1           | 1987. |
| Етникос      | 1           | 1933. |
| Касторија    | 1           | 1980. |